# محمد عبد الحميد الشحات
الفريق محمد عبد الحميد الشحات (1941 - 26 أكتوبر 2022)، هو قائد عسكري مصري، تولى عدة مناصب منها قائد قوات الدفاع الجوي، ومحافظًا لـمحافظة مطروح (من 2001 وحتى 2008).

## وفاته
توفي يوم الأربعاء 26 أكتوبر 2022.